# Girabola 1985
Der Girabola 1985 war die siebte Saison des Girabola, der höchsten Spielklasse im Fußball in Angola. Es nahmen 14 Mannschaften teil, die je zweimal gegeneinander antraten.
Primeiro de Maio aus Benguela wurde nach 1983 zum zweiten Mal Meister. Der Ferroviário da Huíla aus Lubango wurde erstmals angolanischer Pokalsieger. Die beiden Klubs traten in der erstmals ausgetragenen Supertaça de Angola, dem angolanischen Supercup, gegeneinander an. Sieger wurde Primeiro de Maio, das genaue Ergebnis ist jedoch nicht vermerkt.
Petro Luandas Stürmer Jesus wurde mit 19 Toren erneut Torschützenkönig, nachdem er diesen Titel bereits in der vorhergehenden Saison 1984 und davor in der Saison 1982 gewonnen hatte.

## Tabelle
Vor allem bedingt durch die Wirren und Zerstörungen des angolanischen Bürgerkriegs (1975–2002) sind nur wenige Eckdaten der Saison verzeichnet.
Nur die ersten vier Plätze der Abschlusstabelle sind vermerkt, wenn auch nicht gesichert:
- 1: Primeiro de Maio (36 Punkte), Angolanischer Meister und Teilnahme an der Vorrunde des African Cup of Champions Clubs 1986
- 2: Desportivo da Chela (34 Punkte)
- 3: GD Interclube (33 Punkte)
- 4: Petro Luanda (31 Punkte) amtierender angolanischer Meister
- ?: Ferroviário da Huíla, Teilnahme an der Vorrunde des African Cup Winners’ Cup 1986
- ?: CD Primeiro de Agosto amtierender angolanischer Pokalsieger